# Кольчатый удав
Ко́льчатый уда́в (лат. Corallus annulatus) — представитель семейства Ложноногие змеи.

## Описание
Не ядовит. Достигает длины в 100 см. Ведёт древесный образ жизни. Питается птицами.

## Распространение
Обитает в восточной Гватемале Центральной Америки, Гондурас, Никарагуа, Коста-Рика, Панама, а также — в тихоокеанском районе Колумбия и северо-западной части Эквадора в Южной Америке.

## Подвиды
- C. a. annulatus (Cope, 1875) — северный подвид
- C. a. blombergi (Rendahl & Vestergren, 1940) — эквадорский подвид
- C. a. colombianus (Rendahl & Vestergren, 1940) — колумбийский подвид